# Johannes Jørgensen flytter ind i æresboligen
Johannes Jørgensen flytter ind i æresboligen er en dansk dokumentarfilm fra 1954 med ukendt instruktør.

## Handling
Denne artikel mangler et handlingsreferat. Hjælp os med at skrive det.